# آیرونکلاد ماقسو
آیرونکلاد ماقسو (به انگلیسی: French ironclad Marceau) یک کشتی بود که طول آن ۱۰۱٫۶ متر (۳۳۳ فوت ۴ اینچ) بود. این کشتی در سال ۱۸۸۷ ساخته شد.